# Teatre El Musical
El Teatre El Musical (TEM) és una sala de teatre al barri del Cabanyal-Canyamelar (València). L'edifici original va ser construït el 1924 i va ser modificat per l'arquitecte Eduardo de Miguel Arbonés el 2004.
Amb la reobertura sobre el que era un antic cinema, l'Ajuntament de València (propietari de l'edifici), ha reformat la seua façana i l'interior és completament nou, conformant una sala moderna i ben equipada. La porta principal de l'entrada, a més, és la més alta de la ciutat de València.
Al TEM s'exhibeixen cada temporada no només obres de teatre, sinó també concerts i cicles musicals, espectacles de dansa, òpera, projeccions cinematogràfiques, conferències i exposicions. La sala compta amb un auditori amb aforament per a 403 espectadors i l'escenari presenta unes mesures de 12 × 8 metres.